# Henry Desmarest
Henri Desmarest (Paris, Fevereiro de 1661 — Lunéville, 7 de Setembro de 1741) foi um músico e compositor francês da época barroca que ficou conhecido pelas suas obras destinadas aos palcos, embora também tenha composto música sacra e cantatas seculares, canções e música instrumental.

## Biografia
Henri Desmarets nasceu no seio de uma família modesta de Paris em fevereiro de 1661. A mãe, Madeleine née Frottier, era oriunda de uma família da burguesia parisiense. O pai, Hugues Desmarets, era agente judicial (huissier) na esquadra do Grand Châtelet.
Quando tinha apenas 8 anos de idade, a infância de Henri Desmarets foi marcada pelo falecimento do seu pai e pelo subsequente novo casamento da sua mãe, em 1670, a que se seguiu a morte de dois irmãos.
Em 1674 entrou para o serviço do rei Louis XIV como pajem e cantor no coro da Capela Real (Chapelle Royale). Terá cantado antes nos coro infantil masculino da igreja de Saint-Germain l'Auxerrois, ao tempo a paroquial dos reis de França.
Enquanto esteve ao serviço da casa real, recebeu educação geral e treino musical ministrado pelo compositor Pierre Robert e por Henri Dumont. Crê-se que frequentou os ensaios dirigidos pelo compositor da corte, ao tempo Jean-Baptiste Lully, que usava os pajens do coro como intérpretes nas suas óperas.
Por volta de 1680 passou a ser "ordinaire de la musique du roi" (músico da corte), tendo já por essa altura composto um Te Deum datado de 1678, o primeiro dos seus grandes motetos (grand motets ou motets pour deux choeurs), motetos para duplo coro. O ballet idílico que compôs em agosto de 1682 para celebrar o nascimento do neto do rei, Luís, Duque da Borgonha e Dauphin de France, foi muito bem recebido na corte, permitindo que no ano seguinte entrasse na competição para selecção de quatro maîtres (mestres) para a Chapelle Royale. Ao tempo tinha apenas 22 anos de idade e de acordo com alguns relatos o rei terá vetado a sua escolha, por causa da demasiada juventudo, depois de ter sido escolhido na primeira volta.
Após o insucesso na composição, Desmarets peticionou ao rei para que fosse autorizado a deixar a França e ir estudar com compositores italianos. O pedido foi recusado depois de Lully ter objectado que esses estudos diminuiriam o seu domínio do estilo francês. Em consequência Desmarts permaneceu na corte e complementou os seus rendimentos compondo secretamente obras que eram assinadas por um dos compositores que haviam sido seleccionados, o músico Nicolas Goupillet. Goupillet viria a ser demitido do cargo, cerca de 10 anos depois, quando a origem das suas pretensas obras foi conhecida.
No entretanto, Desmarets continuou a ter sucesso e aceitação na corte com as suas próprias composições, com destaque para o moteto Beati quorum (1683), para o divertissement intitulado La Diane de Fontainebleau (1686) e para a sua primeira ópera completa, a obra intitualda Endymion (1686). A primeira exibição de Endymion teve lugar nos apartamentos privados do rei no Palácio de Versailles, representada em partes ao longo de seis dias. A duquesa Maria Ana Vitória da Baviera, a Dauphine, ficou tão agradada que, a seu pedido, a ópera voltou a ser representas dez dias depois, e por inteiro, no teatro da corte. Desmarets ia gravitando cada vez mais para as composições para palco, mas o monopólio detido por Lully na Académie Royale de Musique de Paris (concedido pelo rei) impediu que obras de outros compositores fossem ali apresentadas até à morte de Lully, ocorrida em 1687.
O Te Deum foi novamente apresentado no oratório do Palácio do Louvre em fevereiro de 1687 para celebrar a recuperação de Louis XIV da grave doença de que padecera, e mais tarde naquele ano o rei concedeu-lhe uma pensão de 900 livres tournoises.
Desmarets casou em 1689 com Élisabeth Desprez, filha de um fabricante parisiense de lâminas, e no ano seguinte nasceu Élisabeth-Madeleine, a filha do casal. Em 1693 foi nomeado mestre de capela do colégio jesuíta de Louis-le-Grand e estreou sua ópera Didon em junho desse ano. Foi o primeiro dos seus trabalhos a ser apresentado na Académie Royale de Musique. Estrearia depois naquela sala as obras Circé (1694), Théagène et Cariclée (1695) e Les amours de Momus (1695).
No verão de 1696, Élisabeth Desmarets faleceu, deixando-o com a filha de 6 anos de idade para criar. Desmarets tornou-se então visitante frequente da família Saint-Gobert, residente em Senlis, que se oferecera para o ajudar a cuidar Élisabeth-Madeleine. As famílias eram amigas desde 1689, e Desmarets tinha dadod lições de canto à filhas dos Saint-Gobert, Marie-Marguerite, quando aquela tinha 15 anos de idade. Durante essas visitas, Desmarets e Marie-Marguerite, que então tinha 18 anos de idade, apaixonaram-se e apenas 6 meses após o falecimento da esposa de Desmarets, este pediu ao pai de Marie-Marguerite permissão para que casassem. Este recusou de imediato a proposta e mandou encerrar a filha num convento quando descobriu que ela estava grávida. No meio desta crise, Desmarets estava a preparar a sua ópera Vénus et Adonis para a estria em 1697. Os amantes fugiram para Paris e Marie-Marguerite deu à luz um filho em fevereiro de 1698.
Após a fuga para Paris seguiram-se três anos de complexos processos judiciais, com o pai de Marie-Marguerite, Jacques de Saint-Gobert, a acusar a esposa, Marie-Charlotte de Saint-Gobert, de cumplicidade no affair. Esta, por sua vez, acusava o marido de a ter tentado envenenar. No entretanto Saint-Gobert deserdou a filha e acusou Desmarets do crime de sedução e rapto. Desmarets e Marie-Maguerite fugiram para Bruxelas antes de poder ser preso, deixando a sua ópera Iphigénie en Tauride inacabada.
Acabaria por ser condenado à morte, num julgamento in absentia em maio de 1700. Sem possibilidade de regressar a França, Desmarets aceitou emprego em Espanha, sendo nomeado compositor da corte do rei Filipe V. Em Madrid casou oficialmente com Marguerite. 
O casal deixou Espanha em 1707, quando Desmarets aceitou o cargo de mestre de música na corte de Leopoldo, Duque de Lorena no Château de Lunéville, já que ao tempo a Lorena não era parte da França.
Enquanto esteve no exílio, os seus amigos Jean-Baptiste Matho e Anne Danican Philidor mantiveram viva a sua reputação em França ao garantirem que as suas composições continuavam a ser representadas e publicadas em Paris. André Campra completou a ópera Iphigénie en Tauride, a qual foi estreada em Paris no ano de 1704.
Em 1720 Desmarets foi finalmente amnistiado por um perdão de Filipe II, duque de Orleães, regente da França, e o seu segundo casamento foi oficialmente reconhecido. Solicitou admissão ao cargo de mestre da Chapelle Royale na corte de Louis XV em 1726, mas não teve sucesso, permanecendo na Lorena até falecer.
Desmarets faleceu em Lunéville a 7 de setembro de 1741, com 80 anos de idade, e foi sepultado naquela cidade na igreja do Convento da Irmã de Saint Elisabeth. Marie-Marguerite havia falecido 14 anos mais cedo. Apenas dois dos muitos filhos do casal lhe sobreviveram, Francois-Antoine (1711–1786), que ocupou um importante cargo oficial em Senlis, e Léopold (1708-1747), que foi oficial de cavalaria e que durante muitos anos foi amante da novelista e dramaturga Françoise de Graffigny. A filha de Desmarets do seu primeiro casamento, Élisabeth-Madeleine, cuidou dele durante a velhice e morreu alguns meses após o falecimento do seu pai.

## Obras
Tanto a música como texto de algumas das obras abaixo listadas está considerado como perdido. Em outros casos, apenas o libretto foi conservado.

### Obras para concerto e composições operáticas
- Idylle sur la naissance du duc de Bourgogne, idyll-ballet, text by Antoinette Deshoulières, 1682 (music lost)
- Endymion, opera (tragédie en musique) in 5 acts and a prologue, first performed at Versailles in separate parts between 16 and 23 February 1686 (lost)
- La Diane de Fontainebleau, divertissement, libretto by Antoine Maurel, first performed at Fontainebleau 2 November 1686
- Didon,  opera (tragédie en musique) in 5 acts and a prologue, libretto by Louise-Geneviève Gillot de Saintonge, first performed at the Académie Royale de Musique 5 June 1693 (reprised 11 September in the presence of Louis, Grand Dauphin)
- Circé,  opera (tragédie en musique) in 5 acts and a prologue, libretto by Louise-Geneviève Gillot de Saintonge, first performed at the Académie Royale de Musique on 1 October 1694
- Théagène et Chariclée, opera (tragédie en musique) in 5 acts and a prologue, libretto by  Joseph-François Duché de Vancy, first performed at the Académie Royale de Musique on 12 April 1695
- Les amours de Momus, opéra-ballet in 3 acts and a prologue, story by Duché de Vancy, first performed at the Académie Royale de Musique on 12 June 1695
- Vénus et Adonis, opera (tragédie en musique) in 5 acts and a prologue, libretto by Jean-Baptiste Rousseau, first performed at the Académie Royale de Musique on 28 July 1697[8]
- Les festes galantes, opéra-ballet in 3 acts and a prologue, story by Duché de Vancy, first performed at the Académie Royale de Musique on 10 May 1698
- Divertissement celebrating the marriage of Philip V of Spain and Maria Luisa of Savoy, libretto by Louise-Geneviève Gillot de Saintonge, first performed in Barcelona in October 1701 (lost)
- Iphigénie en Tauride, opera (tragédie en musique) in 5 acts and a prologue (completed by Campra), libretto by Duché de Vancy and Antoine Danchet, first performed at the Académie Royale de Musique 6 May 1704
- Renaud, ou La suite d’Armide, opera (tragédie en musique) in 5 acts and a prologue, libretto by Simon-Joseph Pellegrin, first performed 5 March 1722

### Cantatas
- Le couronnement de la reine par la déesse Flore, text by Marchal, 1724 (music lost)
- Clytie, 1724 (music lost)
- Le lys heureux époux, text by Marchal, 1724 (music lost)
- La toilette de Vénus, text by Charles-Jean-François Hénault (date unknown, music lost)